# Jamaica a 2002. évi téli olimpiai játékokon
Jamaica az egyesült államokbeli Salt Lake Cityben megrendezett 2002. évi téli olimpiai játékok egyik részt vevő nemzete volt. Az országot az olimpián 1 sportágban 2 sportoló képviselte, akik érmet nem szereztek.

## Bob
Férfi
| Versenyző                    | Versenyszám | 1. futam | 1. futam | 2. futam | 2. futam | 3. futam | 3. futam | 4. futam | 4. futam | Összesítés | Összesítés |
| Versenyző                    | Versenyszám | Idő      | Hely.    | Idő      | Hely.    | Idő      | Hely.    | Idő      | Hely.    | Idő        | Helyezés   |
| ---------------------------- | ----------- | -------- | -------- | -------- | -------- | -------- | -------- | -------- | -------- | ---------- | ---------- |
| Lascelles Brown Winston Watt | Kettes      | 48,59    | 27.      | 48,58    | 26.      | 49,01    | 28.      | 48,76    | 27.*     | 3:14,94    | 28.        |

* - egy másik csapattal azonos eredményt ért el